# ネバー・バックダウン
『ネバー・バックダウン』（原題：NEVER BACK DOWN）は、アメリカ合衆国の映画作品。
総合格闘技に打ち込む学生達を描いた青春映画。
2008年のMTVムービー・アワードで、ショーン・ファリスとカム・ジガンデイが最優秀バトル賞を受賞した。

## キャスト
| 役名       | 俳優                         | 日本語吹替 |
| ---------- | ---------------------------- | ---------- |
| ジェイク   | ショーン・ファリス           | 滝下毅     |
| バハ       | アンバー・ハード             | 豊嶋真千子 |
| ライアン   | カム・ジガンデイ             | 小川輝晃   |
| マックス   | エヴァン・ピーターズ         | 田中一成   |
| マーゴット | レスリー・ホープ             | 小幡あけみ |
| ジャン     | ジャイモン・フンスー         | 江川央生   |
| チャーリー | ワイアット・ヘンリー・スミス | 坂元奈月   |
| アーロン   | ニール・ブラウンJr           | 芦澤孝臣   |
| エリック   | ティルキー・ジョーンズ       | 一ノ渡宏昭 |
| ベン       | スティーヴン・クロウリー     | 青木強     |
| ジェニー   | ローレン・リーチ             | 山田あやの |
| 実況の声   |                              | 岡哲也     |

- その他の声の吹き替え：板取政明／水野貴雄／増田智子